# شتوكاخ
اشتوكآخ (بالألمانية: Stockach) هي مدينة وبلدة ألمانية تقع في ألمانيا في كونستانس (قضاء). يقدر عدد سكانها بـ 16,783 نسمة .

## أعلام
- كارل ألويس زو فورستينبيرغ
- كارل إيكستاين